# Rhipsalis pentaptera
Rhipsalis pentaptera är en kaktusväxtart som beskrevs av Albert Gottfried Dietrich. Rhipsalis pentaptera ingår i släktet Rhipsalis och familjen kaktusväxter. Inga underarter finns listade i Catalogue of Life.

## Bildgalleri

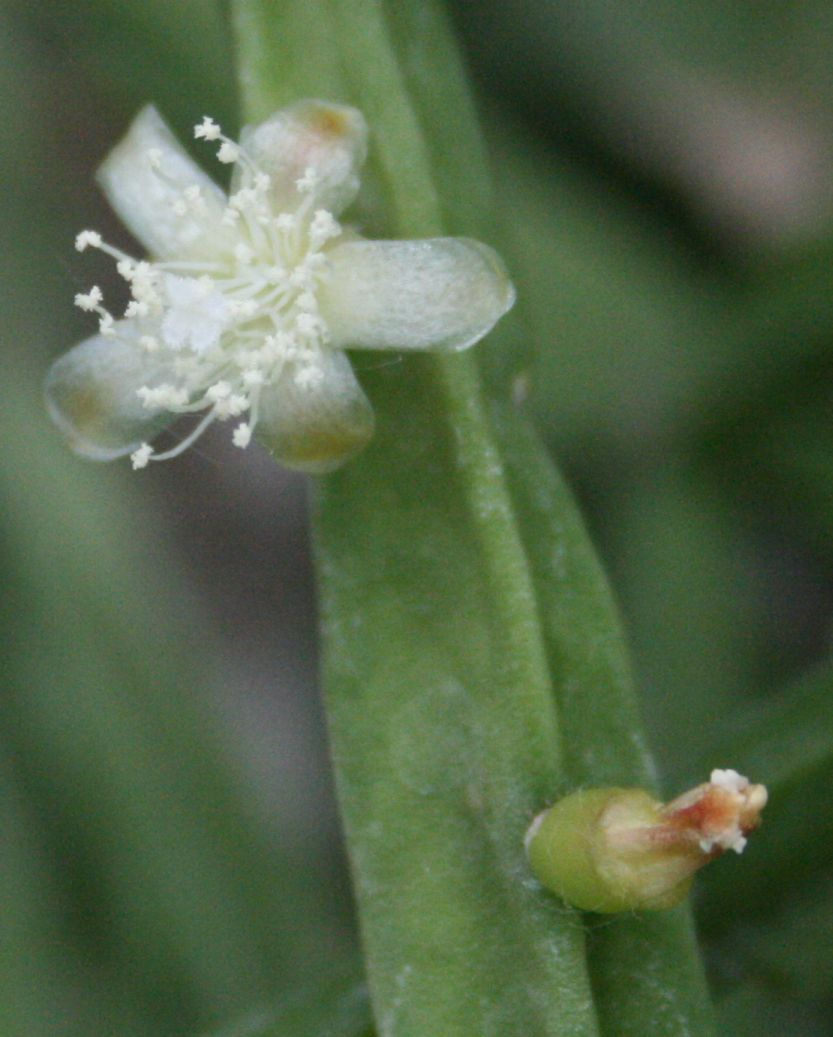
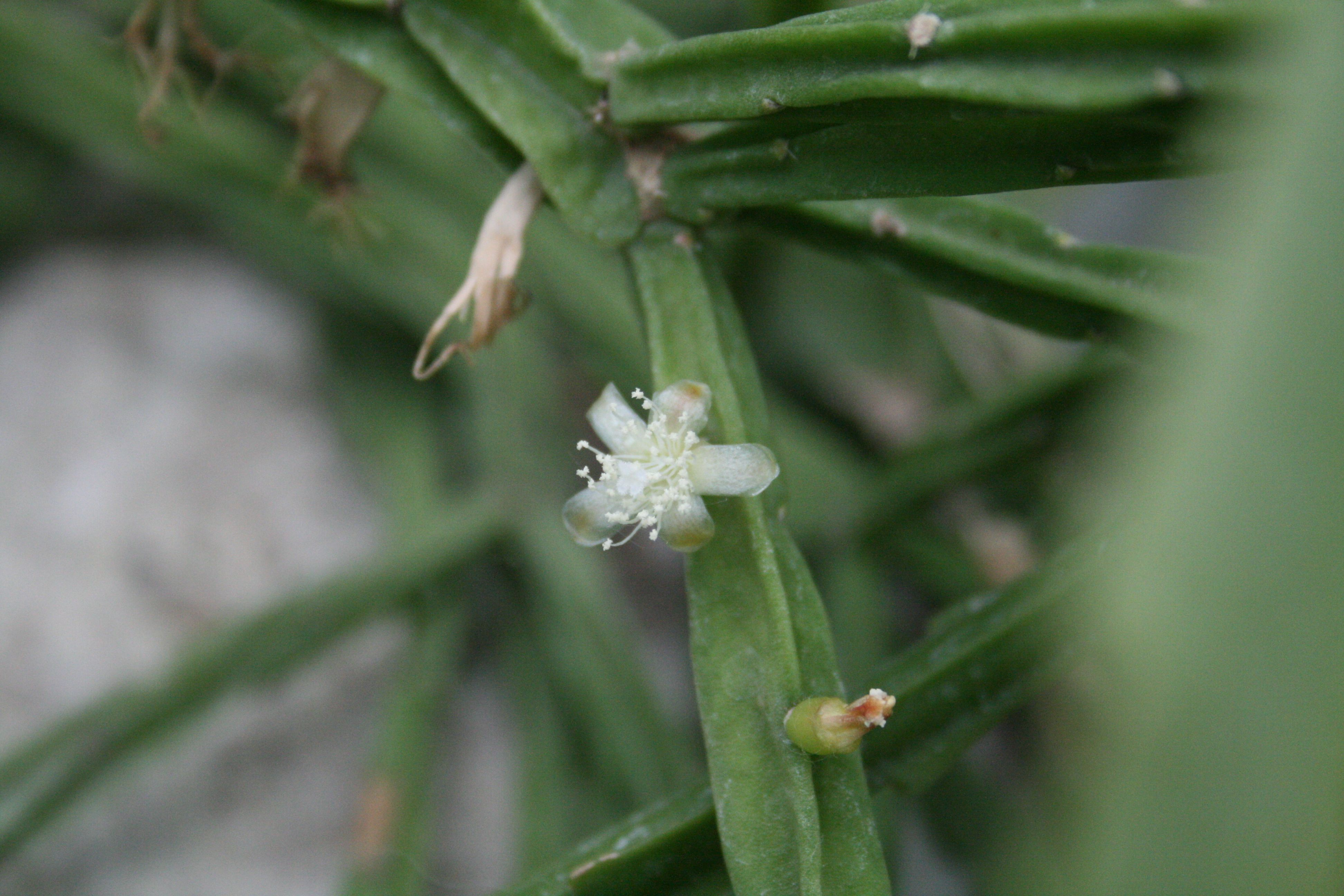